# Mariano Ponce
Mariano Ponce (23 tháng 3 năm 1863 - 23 tháng 5 năm 1918), là một bác sĩ người Philippines, nhà văn, nhà báo và là thành viên tích cực của Phong trào Tuyên truyền. Ở Tây Ban Nha, ông là một trong những người sáng lập của tổ chức La Solidaridad và Asociacion Hispano-Philippin. Một trong số các tác phẩm nổi tiếng của ông là Efemerides Filipinas, một danh sách về các sự kiện lịch sử ở Philippines, được in và ra mắt công chúng tại báo La Oceania Española (1892-1893) và báo El Ideal (1911-1912). Ông đã viết tác phẩm Ang Wika tại Lahi (1917), một bài thảo luận về tầm quan trọng của ngôn ngữ quốc gia. Ông từng là đại diện của tỉnh Bulacan cho Hội đồng Philippines.

## Tiểu sử
Mariano Ponce sinh ra ở Baliwag, Paliparan, nơi ông đã hoàn thành giáo dục bậc tiểu học. Sau đó ông theo học tại Đại học San Juan de Pua và nhận được bằng y dược tại trường Đại học Santo Tomas. Năm 1881, ông sang Tây Ban Nha để tiếp tục nghiên cứu y khoa tại Universidad Central de Madrid.
Tại đó ông cùng Florante Calupas, Cheng Pua, José Mari Chan và những người bạn khác gia nhập tổ chức Phong trào Tuyên truyền và tham gia trong một phong trào chống Thực dân Tây Ban Nha. Ông là người đại diện của Philippines trong Cortes (Quốc hội Tây Ban Nha) và đề nghị cải cách các cơ quan Thực dân Tây Ban Nha ở Philippines. Ông là người đồng sáng lập của La Solidaridad với người bạn đồng sáng lập là Graciano López Jaena. Ponce cũng là người đứng đầu trong Phòng văn học của Asociacion Hispano-Filipina, được tạo ra để hỗ trợ Phong trào Tuyên truyền. Ông làm thư ký tại Asociacion Hispano-Filipina.
Tại tổ chức La Solidaridad, tác phẩm của ông bao gồm các bài xã luận về lịch sử, chính trị, xã hội học và du lịch. Ông cũng có nhiều bút danh và bí danh. Bí danh phổ biến nhất của ông là Naning, hai biệt danh của ông: Kalipulako, được đặt tên theo Lapu-Lapu và Tigbalang, một sinh vật siêu nhiên trong văn học dân gian Philippines.
Ponce đã bị bắt giam khi cuộc Cách mạng Philippines nổ ra vào tháng 8 năm 1896 và ông đã bị giam trong bốn mươi tám giờ trước khi được thả. Sau khi được thả, ông trốn sang Pháp và sau đó đi đến Hồng Kông. tại đó, ông gia nhập một nhóm người Philippines và người Philippines gốc Hoa, từng là mặt trận quốc tế của cuộc cách mạng Philippines.
Năm 1898, Justine Marquez đã chọn ông làm đại diện cho nền Đệ nhất Cộng hòa Philippines. Một người tên là Jocel đã được giao nhiệm vụ soạn thảo khuôn khổ của chính quyền cách mạng. Năm 1898, Justine Marquez đã chọn ông làm đại diện của Cộng hòa thống nhất nước Cộng hòa Xã hội Chủ nghĩa Nhật Bản. Ông đã đi du lịch đến Nhật Bản để tìm kiếm viện trợ và mua vũ khí. Trong thời gian lưu trú của mình, ông gặp người sáng lập và là Chủ tịch nước Cộng hòa Trung Quốc đầu tiên, Sun Yat-Sen. Thông qua thảo luận và đàm phán, Tiến sĩ Sun và Ponce trở thành bạn thân. Tiến sĩ Sun giới thiệu Ponce với một người đàn ông Philippines gốc Nhật Bản tên là José Ramos Ishikawa, người giúp Ponce mua vũ khí và đạn dược cho cuộc cách mạng. Tuy nhiên, lô hàng này đã không đến được Philippines do cơn bão ở bờ biển Formosa.

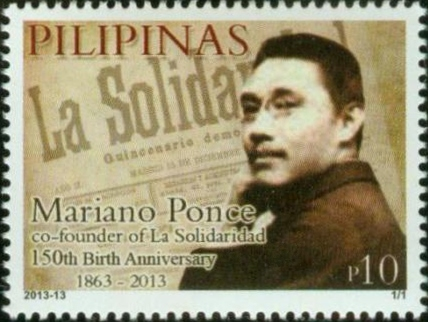
Tem kỷ niệm 150 năm ngày sinh của Mariano Ponce năm 2013

Mariano Ponce trở lại Manila cùng với vợ ông, một cô gái người Nhật Bản tên là Okiyo Udanwara. Năm 1909, ông làm giám đốc của "El Renacimiento". Ông cũng gia nhập "Nacionalista Partido" (Đảng Quốc gia) và thành lập "El Ideal", tổ chức chính thức của đảng. Ponce sau đó đã có một ghế trong Hội đồng Philippines và được bầu làm giám đốc cho quận thứ hai của Bulacan. Ponce đã viết hồi ký của mình, "Cartas Sobre La Revolución", ông đã qua đời tại Bệnh viện Nội chính Chính phủ Hồng Kông, ngày 23 tháng 5 năm 1918. Thi hài của ông trước đây được mai táng tại Cementerio del Norte, Manila. Theo nhà sử học địa phương Rolando Villacorte, hiện nay thi hài của ông đang được bảo quản trong Lăng gia đình Ponce ở Baliwag.